# Задаянна Ірина Євгенівна
Ірина Євгенівна Задаянна (19 листопада 1962, Київ — 10 червня 2005, Київ) — українська артистка балету, балетмейстерка. Заслужена артистка УРСР (1991). Лавреатка Міжнародного конкурсу артистів балету, який проходив у місті Варна, Болгарія (1983).

## Життєпис
Народилась 19 листопада 1962 року в Києві.
У 1980 році закінчила Київське хореографічне училище (викладачі — Галина Кирилова, Тетяна Путіліна). Відтоді — провідна солістка Національної опери. Учениця Елеонори Стебляк та Вадима Федотова.

Могила Ірини Задаянної, Байкове кладовище

Постійно співпрацювала із балетмейстером Анатолієм Шекерою, після смерті якого завершила сольну кар'єру. З 2001 року — головна балетмейстерка Національного драматичного театру імені Івана Франка.
Раптово померла на 43-му році життя 10 червня 2005 року. Похована на Байковому кладовищі (ділянка № 49б, 50°25′2.60″ пн. ш. 30°30′4.70″ сх. д. / 50.4173889° пн. ш. 30.5013056° сх. д.).

### Родина
- Чоловік — диригент Олексій Баклан (нар. 1961).
  - Свекор — артист балету, педагог Федір Баклан (1930—1983).
  - Свекруха — артистка балету, педагог Варвара Потапова (1932—2018)[2].

## Творчий доробок
- Мавка («Лісова пісня» М. Скорульського);
- Одетта-Одилія, Аврора, Маша («Лебедине озеро», «Спляча красуня», «Лускунчик» П. Чайковського);
- Кітрі («Дон Кіхот» Л. Мінкуса);
- Джульєтта, Попелюшка («Ромео і Джульєтта», «Попелюшка» С. Прокоф'єва);
- Милуша («Княгиня Ольга» Є. Станковича);
- Жизель (однойм. балет А. Адана).

Виступила постановницею хореографії у драматичних виставах театру імені Івана Франка: «Трагікомедія про воскресіння мертвих» Г. Кониського (2002), «Буквар миру» Г. Сковороди (2002), «Мама, або Несмачний витвір» С. Віткевича (2003), «Наталка Полтавка» І. Котляревського (2005).
Доробок Ірини Задаянної проаналізований в низці мистецтвознавчих публікацій, зокрема авторства заслужених артисток України Людмили Вишотравки («Значення сценічних здобутків творчої династії Баклан для розвитку українського балету другої половини XX—початку XXI століть») та Віри Поклад («Сценічна творчість Ірини Задаянної як важлива складова діяльності балетної трупи Національної опери України (1980—2000)»).